# Centre Sportif de Carrefour
Centre Sportif de Carrefour – wielofunkcyjny stadion w Carrefour, na Haiti, na którym odbywają się głównie mecze piłki nożnej oraz zawody lekkoatletyczne. Może pomieścić 1000 widzów. Swoje spotkania rozgrywa na nim drużyna piłkarska AS Carrefour. W 2013 roku został odnowiony. Inwestycja kosztowała do 1,1 mln dolarów i była finansowana przez Skarb Państwa.